# Biotite
La biotite è un fillosilicato ferrifero appartenente al gruppo delle miche, termine estremo avente formula K(Mg;Fe)3(AlSi3O10)(OH)2.

Si presenta di colore scuro per la presenza di ferro (dal verde scuro al più comune nero), di lucentezza vitrea, la cristallizzazione nel sistema monoclino e la sua peculiare struttura a strati T/O/T//, conferiscono una sfaldatura perfetta in sottili lamine flessibili ed elastiche.
È un componente femico (mafico) molto diffuso nelle rocce magmatiche, specialmente intrusive, e in quelle metamorfiche.

Nel 1999 il sottocomitato per la nomenclatura delle miche dell'International Mineralogical Association ha stabilito che il termine biotite venga usato per la serie di minerali comprendente phlogopite, siderophyllite, annite ed eastonite e quindi non è più un nome di specie valido.

## Abito cristallino
Lamellare, micaceo, pseudo-esagonale.

## Origine e giacitura
La biotite è una mica piuttosto comune in molti tipi di rocce tra cui: rocce intrusive, effusive, sedimentarie e metamorfiche. Alcune lamelle di biotite alterate, lucenti come l'oro per separazione di ossidi di ferro, sono state riscontrate in alcuni tipi di sabbia e così può capitare di far confondere il minerale con l'oro.
Nel granito può essere presente con percentuali relativamente alte.

## Caratteristiche chimico-fisiche
- Struttura molecolare. Al centro di un tetraedro è posto un atomo di silicio ai cui vertici ci sono degli atomi di ossigeno. I tetraedri sono uniti per tre vertici a formare un reticolato esagonale in maglie indefinite. Invece, ferro, manganese e magnesio sono posti al centro di un ottaedro che, a sua volta, è posto tra due strati di tetraedri a formare una specie di pacchetto. Gli atomi di potassio sono siti tra un pacchetto e l'altro. All'interno del pacchetto i legami sono molto forti, ma fra pacchetto e potassio sono molto deboli, il che fa sfaldare il minerale in lamelle sottili, flessibili ed elastiche.[2]
- La biotite e gli acidi. La biotite è attaccabile lentamente dall'acido solforico a caldo, mentre le varietà ricche di ferro sono attaccate anche dall'acido cloridrico.[3]

## Forma in cui si presenta in natura
Detta anche mica nera o mica ferrifera, in genere, si trova in lamine o aggregati lamellari di colore bruno, nero o verde scuro, in pacchetti.

## Osservazione al microscopio polarizzatore
Osservata al microscopio polarizzatore, al solo polarizzatore presenta contorno esagonale o rettangolare, forte pleocroismo (solitamente con colori che vanno dal marrone al giallo paglierino), bordi spesso sfrangiati. A polarizzatori incrociati presenta colori di interferenza alti, che sono però mascherati dal colore proprio del minerale.
L'estinzione è praticamente retta. 
È rappresentato da una indicatrice ottica biassica con segno negativo.

## Utilizzi
La biotite, essendo un minerale ricco di ferro, non può essere impiegata per la fabbricazione di isolanti elettrici, termici o condensatori.
Non avendo alcuna importanza industriale viene utilizzata principalmente per rilevare delle informazioni sulla genesi delle rocce in cui viene trovata.
Un utilizzo particolare era come"vetro" delle lanterne da campo durante la Grande Guerra. Si evitava così il rischio connesso alla rottura del vetro con il vantaggio anche della leggerezza.

## Luoghi di ritrovamento
- In Europa: Scandinavia perlopiù in Norvegia;[2] Lago Baikal e Miask in Russia;[3]
  - In Italia: nei proiettili vulcanici del Vesuvio;[2] nella zona di contatto tra la monzonite ed il calcare dei Monti Monzoni in Val di Fassa (provincia di Trento); dei cristalli prismatici con uno spessore fino ad un millimetro si ritrovano nella pegmatite dell'Alpe I Mondei in Valle Antrona (Provincia del Verbano-Cusio-Ossola);[3]
- In America: Groenlandia; Brasile ed Alaska.[2]